# Mastacembelus armatus
Espèce
Synonymes
Statut de conservation UICN

 LC  : Préoccupation mineure
Mastacembelus armatus ou anguille épineuse cuirassée appartient à la famille des Mastacembelidae. C'est une espèce que l'on trouve en Asie du Sud-Est.

## Description
Cette "Masta" mesure une taille maximale adulte avoisinant les 90 centimètres. Elle est carnivore, se nourrissant de poissons, de vers et de larves d'insectes.

## Maintenance
Cette espèce devra être maintenu dans des volumes suffisamment grand pour une parfaite aisance. En raison de sa grande taille, c'est une espèce plutôt réserver au muséum et aquarium public.

## Caractéristique physico-chimique
En aquarium cette espèce devra être maintenu impérativement avec les caractéristiques physico-chimiques de l'eau se rapprochant le plus possible de :
- d'un pH compris entre 6,5 et 7,5 ;
- et une température relativement chaude comprise entre 22 °C et 28 °C.

## Alimentation humaine

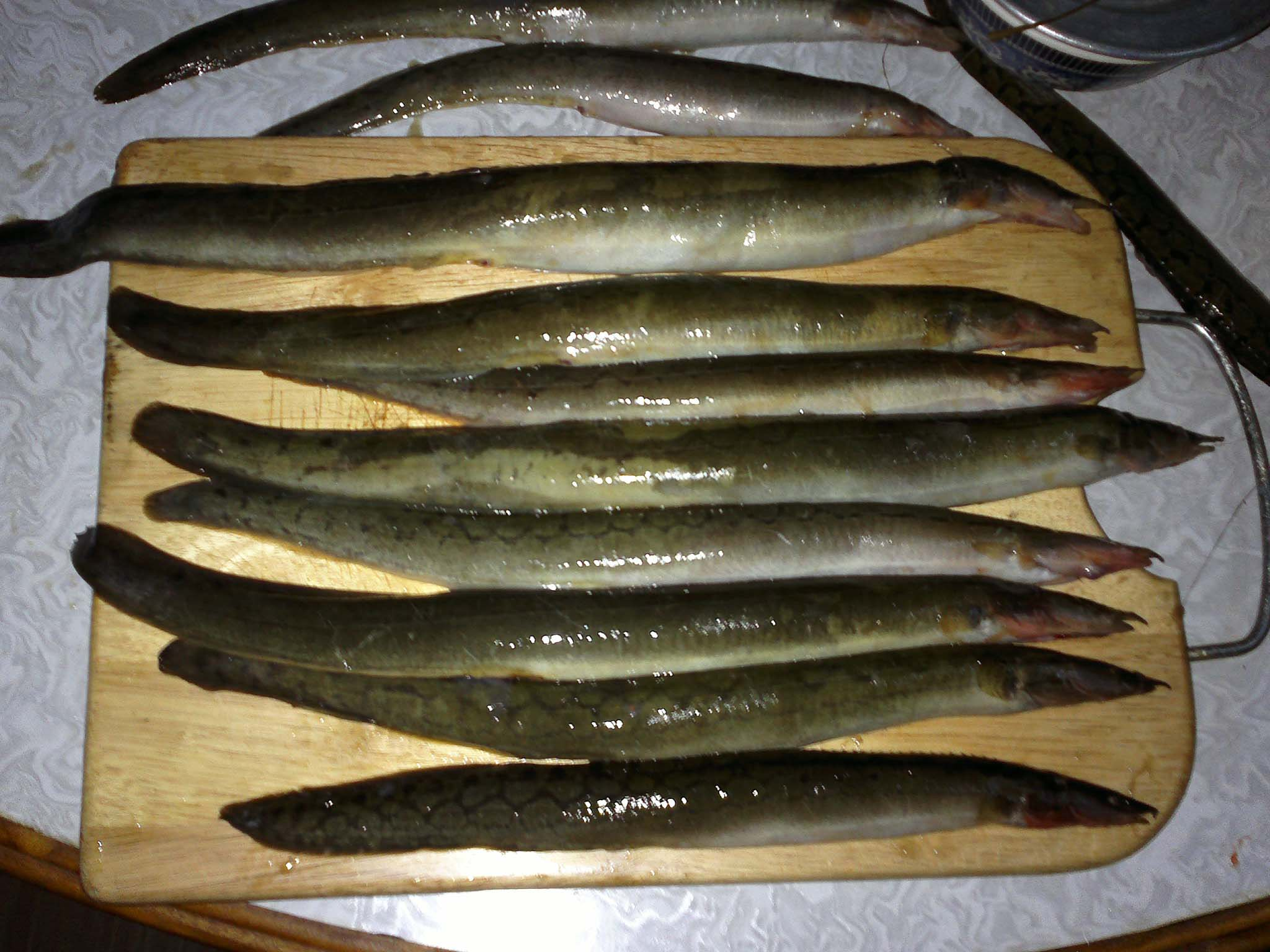
prêt à être préparé pour la cuisine

Cette espèce de "Masta" de grande taille est aussi utilisé dans l'alimentation.